# Бор-Лазава (деревня)
Бор-Лазава — деревня в Великолукском районе Псковской области России. Входит в состав сельского поселения «Купуйская волость».
Расположена в центре района, западнее озера Лазавское или Бор-Лазава, в 7 км к востоку от волостного центра Купуй и в 23 км к югу от райцентра Великие Луки.

## Население
Постоянное население по оценке на 2000 год в деревне отсутствовало.